# Federationstornet
Federationstornet (ryska: Комплекс Федерация) är två skyskrapor Moskvas internationella affärscentrum i Moskva, Ryssland. Bygget av skyskraporna påbörjades år 2004 och var klart år 2017. Byggnaden utgörs av två torn på 63 respektive 95 våningar och var vid  färdiggörandet Europas högsta byggnad. 
Det 63 våningar höga västtornet blev färdigt år 2008. Det östra tornet var i september 2014 byggt till en höjd av 343 meter, och i december 2014 nåddes den slutliga höjden 374 meter. Byggnaden var helt klar år 2017.

## Byggets framskridande

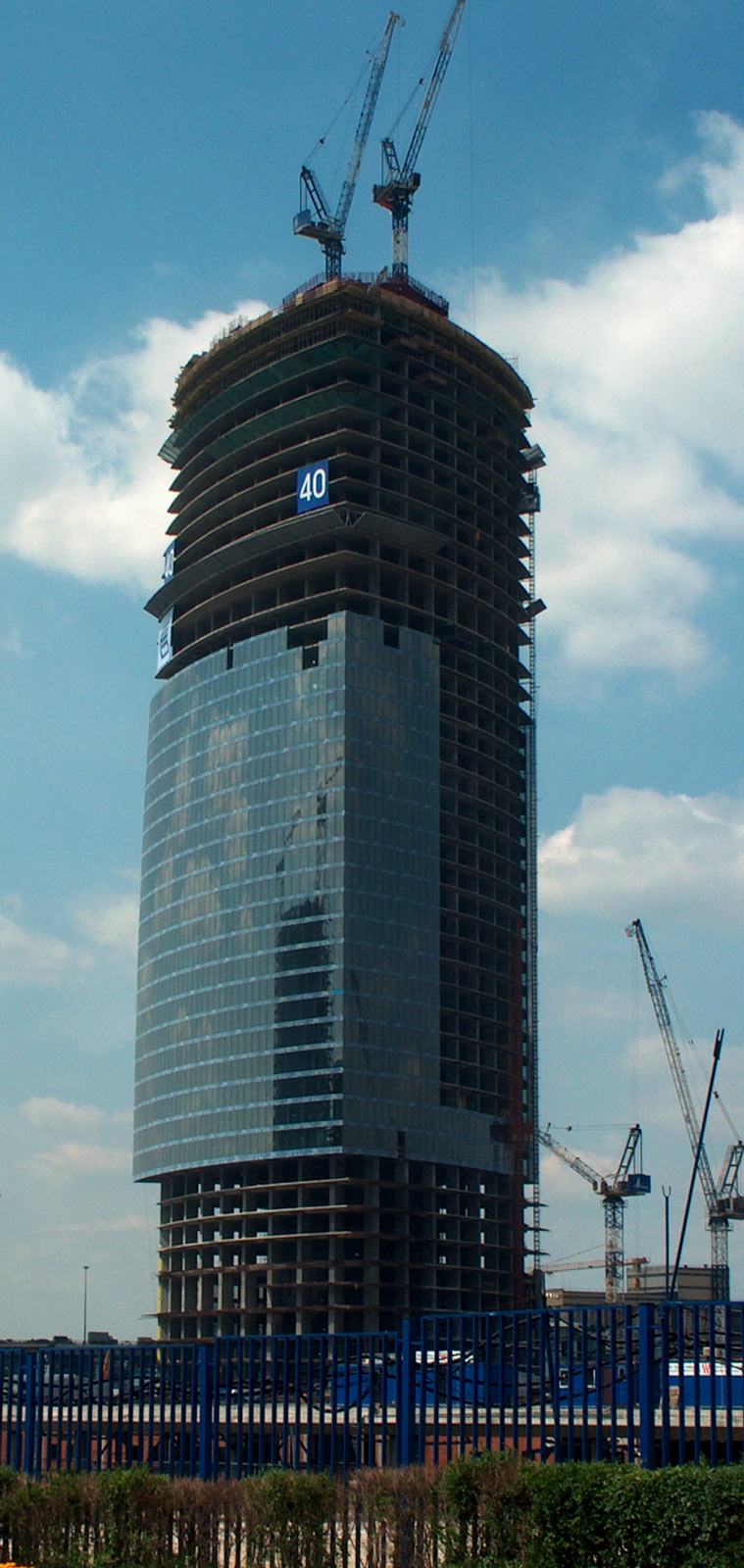
28 juni 2006
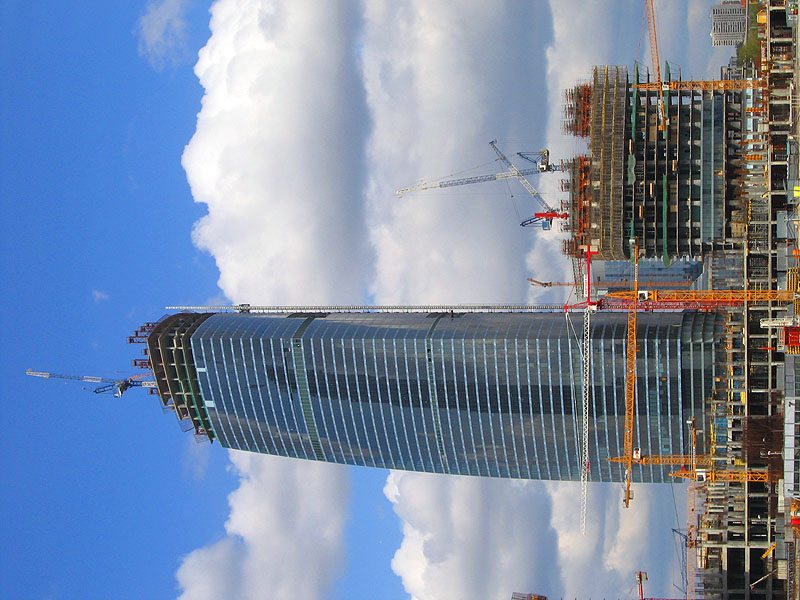
4 maj 2007
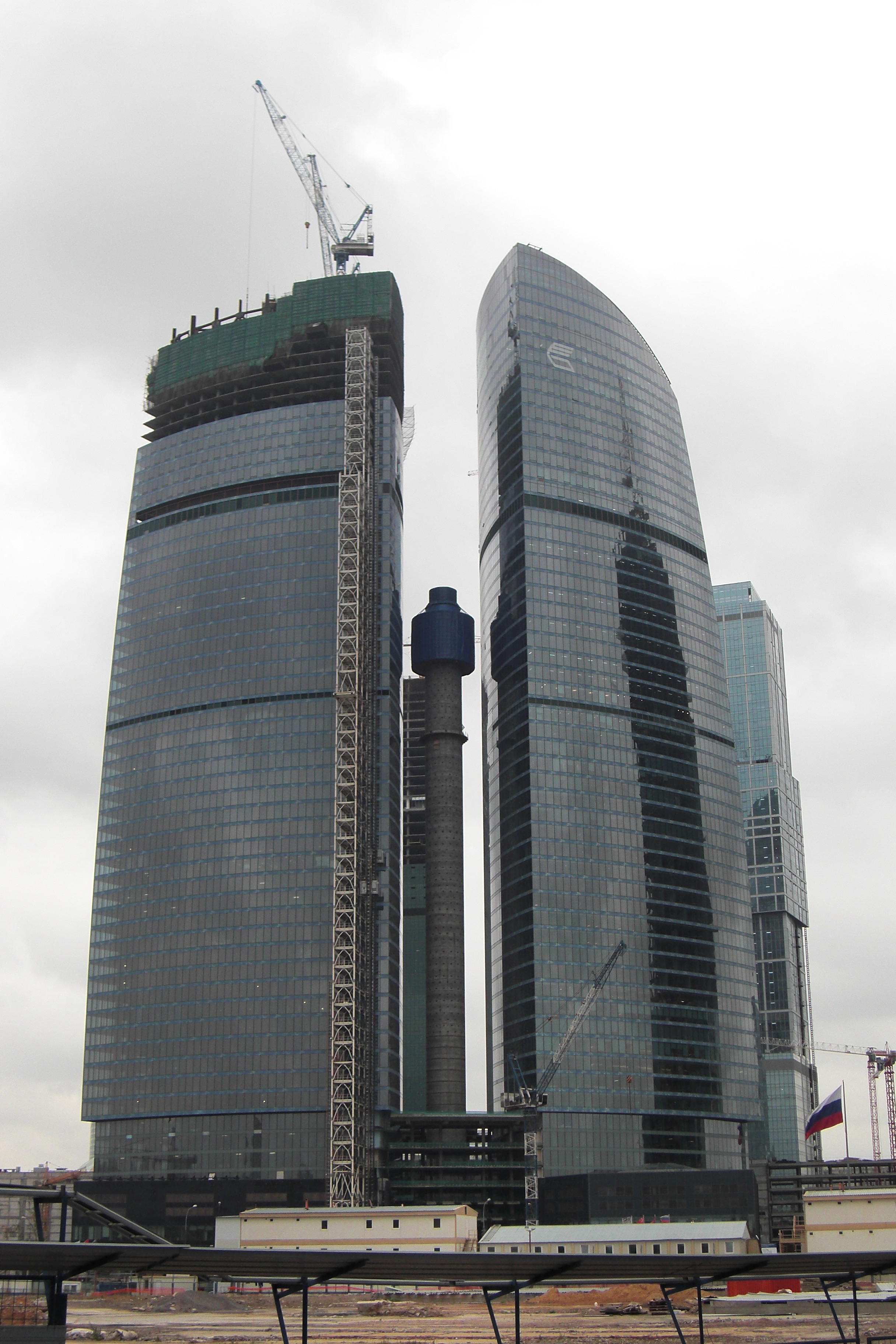
28 september 2009
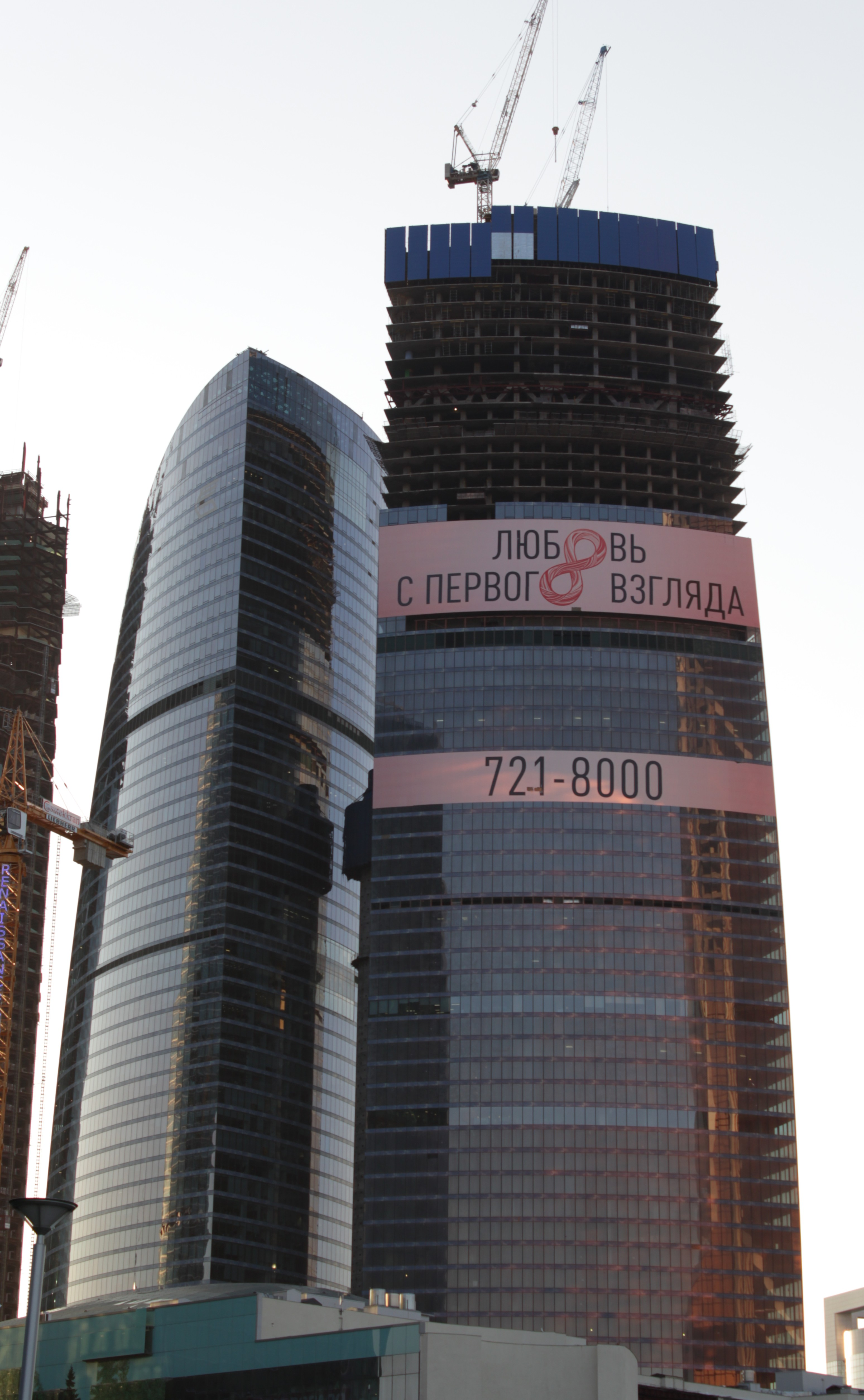
12 september 2012
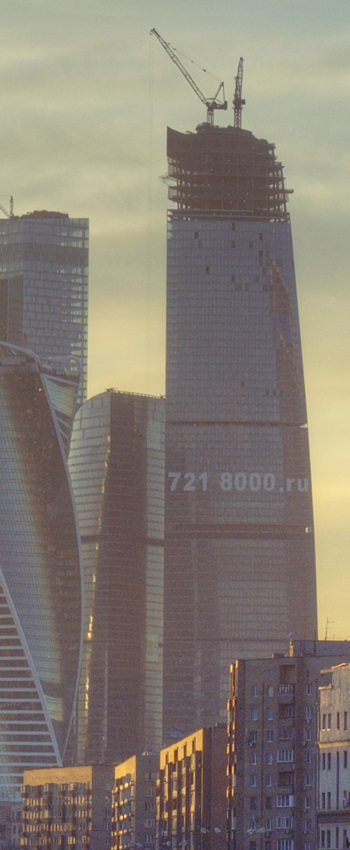
14 mars 2015